# 金曙曪
金曙曪（韓語：김서라，1968年1月29日—），常見譯名為「金曙羅」，或譯「金瑞拉」，韓國女演員。

## 簡歷
金曙羅早於1976年在8歲已參與幕前演出。她在1989年出道後一年，在電影《真由美》中飾演策劃大韓航空858號班機空難而導致115人死亡而廣為人知的脫北者真由美（金賢姬），並一舉成名。她在年輕時期的第二次成名為1994年的電影《兩個女人的故事》。其後於2000年10月正式息影，與丈夫一同移民到美國紐約生活。2004年，美國電視劇《迷失》邀請金曙羅客串韓國婦女一角。此後，金曙羅直到2008年回到韓國拍攝《神的天秤》回歸韓國影視圈，但其後再回到美國生活。直到2011年，她正式回歸，並在不同的電視劇上扮演主角的媽媽角色。

## 演出作品

### 電視劇
- 1989年：KBS2《天命》
- 1991年：KBS2《水之國（朝鲜语：물의 나라 (드라마)）》 飾演 徐智慧
- 1991年：KBS2《愛的教育》 飾演 孫先念
- 1992年：KBS1《三國記》 飾演 千觀女
- 1993年：KBS2《三十一歲的叛逆》 飾演 珠晶
- 1993年：KBS2《男女差異》 飾演 順化
- 1993年：KBS2《青年劇院（朝鲜语：청춘극장 (드라마)）》 飾演 河允玉
- 1994年：KBS2《金正日的遊戲》
- 1994年：MBC《綜合醫院（朝鲜语：종합병원 (드라마)）》
- 1994年：SBS《所以有哪些可能性（朝鲜语：여태 뭘 했수）》
- 1995年：MBC《Drama Special-官僚K》 飾演 兼職講師
- 1995年：MBC 《第四共和國》飾演 张玲子
- 1995年：SBS《安重根（朝鲜语：안중근 (드라마)）》 飾演 安重根夫人
- 1996年：MBC《動機（朝鲜语：동기간）》 飾演 惠榮
- 1996年：MBC《一個美妙的假期（朝鲜语：화려한 휴가 (드라마)）》 飾演 朴蔡琳
- 1996年：HBS《三樓的人家》 飾演 婦女研究導師 禹安玉
- 1997年：SBS《超越地平線（朝鲜语：지평선 너머）》 飾演 朴鍾美
- 1998年：KBS1《王與妃》 飾演 韓明澮夫人閔氏
- 1998年：KBS2《像風像波浪（朝鲜语：바람처럼 파도처럼）》
- 1998年：MBC《害羞的情人（朝鲜语：수줍은 연인）》 飾演 明元
- 1999年：MBC《菊熙（朝鲜语：국희）》
- 2004年：ABC《迷失－第一季》 飾演 給予機票及護照逃走的婦女
- 2007年：SBS《說客》 飾演 朱皓的姨媽（特別演出）
- 2008年：SBS《神的天秤》 飾演 宋女士
- 2011年：KBS2《公主的男人》 飾演 貞熹王后
- 2012年：MBC《武神》 飾演 鄭氏
- 2012年：KBS2《Big》 飾演 安慧亭
- 2012年：KBS2《世上哪裡都找不到的善良男人》 飾演 恩琪的母親
- 2013年：SBS《張玉貞，為愛而生》 飾演 尹氏
- 2013年：KBS2《紅寶石戒指》 飾演 朴京淑
- 2014年：TV朝鮮《百年的新娘》 飾演 金明姬
- 2014年：KBS2《天上女人》 飾演 茱莉亞．金
- 2014年：KBS1《貓來了》 飾演 尹靜惠
- 2014年：KBS《家人之間為何這樣》 飾演 高福子／高恩婉
- 2015年：MBC《憤怒的媽媽》 飾演 韓美珠
- 2015年：MBC《最佳戀人》 飾演 皮末淑
- 2015年：KBS2《今天開始我愛你》 飾演 韓東淑
- 2016年：tvN《又，吳海英》 飾演 (金)海英的媽媽
- 2016年：KBS2《女人的秘密》 飾演 宋賢淑
- 2017年：SBS《師任堂，光的日記》飾演 閔政學的妻子
- 2017年：KBS《爸爸好奇怪》飾演 安秀珍
- 2017年：SBS《悄悄話》飾演 鄭美京
- 2017年：KBS《沒有名字的女人》飾演 崔美熙
- 2018年：SBS《Switch－改變世界》飾演 夏拉与素拉的母亲
- 2018年：MBC《檢法男女》飾演 韓美貌
- 2019年：KBS《左撇子妻子》飾演 白琴熙
- 2019年：MBN《最棒的炸雞》飾演 蘇五淑
- 2019年：MBC《異夢》飾演 劉老闆娘
- 2019年：SBS《V.I.P》飾演 韓淑子
- 2023年：KBS2《優雅的帝國》飾演 洪慧琳

### 電影
- 1988年：《約翰華京》飾演 玉女
- 1988年：《在房間裡的毒藥》
- 1988年：《在籃子裡的寄宿生》
- 1988年：《在巢候鳥》飾演 春愛
- 1990年：《真由美》飾演 蜂谷真由美／金賢姬
- 1991年：《一個小型的專制共和國（朝鲜语：독재소공화국）》飾演 金陳映
- 1994年：《兩個女人的故事（朝鲜语：독재소공화국）》飾演 楊孫
- 1994年：《蒸發（朝鲜语：증발_(영화)）》飾演 金楊（特別出演）
- 2010年：《晚秋》飾演 玉子
- 2013年：《大姊頭與小屁孩（朝鲜语：미나문방구）》飾演 校長
- 2016年：《掛念你》飾演 莫熙珠

標有粗體字者為第一女主角。

## 獎項
- 1994年 韓國影畫評論家協會賞（英语：Korean Association of Film Critics Awards） 最佳女主角賞

## 外部連結
- IMDB人物介紹 （页面存档备份，存于）（英文）